# Phalaenopsis fasciata
Phalaenopsis fasciata Rchb.f., 1882 è una pianta della famiglia delle Orchidacee endemica delle isole Filippine.

## Descrizione
È un'orchidea epifita di piccola taglia a crescita monopodiale. Presenta un breve gambo avvolto da guaine foliari embricate e portante foglie distiche, a forma ellittica, obovato-ellittica oppure obovata, ottuse o arrotondate all'apice, carenate sul dorso. La fioritura avviene normalmente dall'estate all'autunno, mediante un'infiorescenza racemosa che aggetta lateralmente, lunga mediamente 25 centimetri, eretta o arcuata, con rachide a zig-zag, parzialmente ricoperta da guaine floreali a forma triangolare, e portante molti fiori. Questi sono grandi in media 5 centimetri, sono fragranti, di lunga durata, hanno consistenza cerosa e sono di colore giallo striato di marroncino in petali e sepali, mentre il labello è trilobato con i lobi laterali rialzati e di colore rosa variegato arancione.

## Distribuzione e habitat
La specie è endemica delle isole Filippine.
Cresce come epifita sugli alberi della foresta pluviale a basse quote.

## Coltivazione
Questa pianta è bene coltivata in panieri appesi, su supporto di sughero oppure su felci arboree e richiede in coltura esposizione all'ombra, temendo la luce diretta del sole, e temperature calde per tutto il corso dell'anno, con irrigazioni all'epoca della fioritura. Siccome l'infiorescenza può produrre nuovi fiori per anni è consigliabile non rimuoverla finché non si presenta totalmente secca.